# Charterginus xanthura
Charterginus xanthura är en getingart som först beskrevs av Henri Saussure 1854. 
Charterginus xanthura ingår i släktet Charterginus och familjen getingar. Inga underarter finns listade i Catalogue of Life.